# Slettmo
Slettmo est une localité du comté de Troms, en Norvège.

## Géographie
Administrativement, Slettmo fait partie de la kommune de Balsfjord.